# Nature morte à l'échiquier
La Nature morte à l'échiquier, dite aussi Les Cinq Sens est une peinture à l'huile sur bois de 55 × 73 cm, réalisée par  Lubin Baugin avant le séjour en Italie de l'artiste entre 1633 et 1640, et conservée au musée du Louvre à Paris. 

## Description
Datée vraisemblablement des années où Baugin était maître de la corporation des peintres de Saint-Germain-des-Prés, vers 1631, elle est signée en bas à gauche, sous le recueil de musique, dans une imitation de gravure sur bois sur le rebord de la table, BAVGIN.
Elle représente, dans l'encoignure d'une pièce aux murs de pierres de taille, une table de bois brut, coupée à gauche du cadre. Sur cette table sont disposés, de gauche à droite, un livret de musique de format à l'italienne, ouvert, dépassant du bord et recouvert sur sa page de droite par une mandore retournée, dont le manche dépasse lui aussi en partie de la table, un verre de cristal ciselé, conique, rempli aux trois quarts de vin rouge, une petite boule de pain (entaillée d'une croix sur le dessus), une perle oblongue, une bourse de cuir vert aux cordons resserrés, un paquet de cartes à jouer laissant voir un trèfle, un cœur et, sur le dessus, le valet de trèfle, une boîte d'échiquier repliée, sur laquelle repose un vase sphérique, qui contient trois œillets en fleur et un en bouton, et, un miroir métallique octogonal suspendu par un crochet planté dans un mur perpendiculaire à la surface du tableau, derrière la table.
Les ombres portées supposent une source de lumière (non identifiable) située à gauche de la table. Le vase de verre porte d'ailleurs le reflet d'une fenêtre à croisée.

## Historique
Cette nature morte, apparue à la vente de la collection Josef Cremer à Dortmund en 1929, présentée à l'exposition Les Peintres de la réalité en France au XVIIe siècle au musée de l'Orangerie en 1934, et donnée au musée du Louvre l'année suivante par Pieter Smidt Van Gelder, est rapidement devenue célèbre.

## Analyse
La composition produit, de prime abord, une impression d'abandon, comme d'un coin de table négligé que le peintre aurait choisi d'élire comme sujet : la mandore repose à l'envers, et maintient ouvert le livre de musique (dont le coin de la page de gauche se soulève légèrement), certaines cartes dépassent du paquet, l'échiquier est posé sur les cordons de la bourse. Les objets se masquent d'ailleurs en partie mutuellement: la mandore (elle-même masquée, puisqu'à l'envers) repose sur la page de droite du livre de musique, et cache le pied du verre, une partie du pain, la partie supérieure de la perle oblongue, une partie de la bourse, alors qu'une de ses clés est devant le paquet de cartes. Le cordon de la bourse est sous l'échiquier. Le vase reposant sur l'échiquier cache la case noire de l'angle supérieur gauche.
Les cases noires et blanches de l'échiquier, dans la partie droite du cadre, tracent des obliques qui attirent immédiatement l'œil vers la profondeur. À ces obliques répondent les horizontales des bords de la table, mais aussi les verticales des angles des murs de l'encoignure de la pièce. Pourtant, cette géométrie stricte est tempérée par la nature morte proprement dite. Dans la partie inférieure gauche, des lignes brisées s'entrecroisent: les rebords du livre de musique - et les lignes des portées - sont interrompues par la caisse puis le manche de la mandore qui s'avancent vers le spectateur, avant de se briser à nouveau au niveau de la tête de l'instrument. Le verre conique offre au regard sa forme triangulaire, la pointe en bas, alors que le parallélépipède du paquet de cartes est dérangé par les cartes de travers. Les jeux de variations touchent également les formes sphériques : sphère parfaite du vase de verre, cône octogonal du verre de vin, caisse ventrue de la mandore, perle oblongue (reflétée à l'envers dans l'eau du vase), à quoi viennent s'ajouter des formes imparfaites, la boule de pain cuite, la bourse présentant les replis du cuir serré par le cordon. Le fermoir doré finement ciselé de l'échiquier, l'aspect chiffonné des fleurs d'œillets, ainsi que la croûte du pain complètent, en les tempérant, ces jeux de formes et de géométrie.
Le caractère inhabituel d'une telle alliance d'éléments sur un même coin de table, ainsi que la tradition des vanités développée notamment par les peintres de l'école flamande (que Baugin a pu fréquenter à Saint-Germain-des-Prés), ont fait chercher au tableau des significations allégoriques. L'hypothèse la plus répandue est celle d'une évocation des plaisirs des cinq sens, la mandore et la partition évoquant l'ouïe, le pain et le vin, le goût, les œillets, l'odorat, les cartes à jouer, l'échiquier et la bourse, le toucher, le miroir et la perle, la vue. La présence du miroir, qui ne reflète rien, peut en outre infléchir le sens vers celui des vanités, dans une mise en cause des plaisirs terrestres assujettis au temps qui passe. Une interprétation plus élégante pousse l'allégorie encore plus loin pour y voir une représentation de l'opposition entre l'amour profane et l'amour sacré. Le pain et le vin y sont alors considérés comme une allusion à l'eucharistie, les trois fleurs comme une désignation de la Sainte Trinité. L'iconographie flamande peut aussi attribuer une signification sacrée au vase de verre rempli d'eau pure traversée par la lumière, métaphore de la virginité de Marie, voire à la boîte fermée (ici la bourse liée), allusion à la divinité cachée. L'œillet rouge peut aussi bien renvoyer à la passion amoureuse - selon une perspective profane - qu'à l'incarnation chrétienne. À cela s'opposerait l'évocation des plaisirs futiles, la musique et le jeu (de cartes ou d'échecs), l'argent (dans la bourse), voire charnels, avec la perle (attribut traditionnel des courtisanes) et le miroir flattant la vanité. Tout en reconnaissant le caractère répandu au XVIIe siècle de telles compositions moralisantes, Jacques Thuillier néanmoins propose de voir dans ce tableau, beaucoup plus simplement - et peut-être plus en rapport avec les préoccupations d'un jeune peintre d'une vingtaine d'années, et avec les capacités herméneutiques de sa clientèle bourgeoise, vraisemblablement plus limitées que celles des spécialistes actuels de l'Histoire de l'Art -, une évocation légère des plaisirs de la jeunesse, dans ce qui demeure, avant tout, une évidente réussite picturale.

## Exposition
Cette peinture est exposée dans le cadre de l'exposition Les Choses. Une histoire de la nature morte au musée du Louvre du 12 octobre 2022 au 23 janvier 2023, parmi les œuvres de l'espace nommé « Sélectionner, collectionner, classer ».